# Eduardo Docampo
Eduardo Docampo Aldama, más conocido como Edu Docampo (Bilbao, 26 de mayo de 1974), es un entrenador de fútbol español.

## Carrera deportiva
El entrenador bilbaíno se formó en el Athletic Club donde dirigió durante cinco temporadas a los equipos base del club. En su última temporada antes de emigrar a Rusia, dirigiría al Cadete y sería segundo entrenador del juvenil. 
En verano de 2012, firma como responsable de la academia y director de metodología del Rubin Kazan de la Liga Premier de Rusia. En el club ruso, también dirigiría al equipo Sub-17 con el objetivo de profesionalizar la cantera, junto a otros técnicos de Lezama como Vicen Gómez y Pinedo. En la estructura del Rubin Kazan permaneció durante 5 temporadas.
Desde 2015 a 2017 compaginaría su cargo en el conjunto ruso, como asesor de la Selección de fútbol de Bielorrusia.
En la temporada 2017-18, se marcha a Catar para realizar labores de asistente del director deportivo en el Al-Ahli SC.
En la temporada 2018-19, realiza las mismas funciones en el Dinamo de Kiev ucraniano.
En julio de 2019, regresa al Rubin Kazan para ser segundo entrenador de Roman Sharonov, hasta diciembre de 2019.
El 14 de octubre de 2020, firma como segundo entrenador de Rashid Rakhimov en las filas del FC Ufa de la Liga Premier de Rusia.
El 3 de junio de 2021, firma como entrenador del CD Calahorra de Primera División RFEF, en sustitución de Diego Martínez Ruiz.
El 16 de junio de 2022 firma como entrenador de la Cultural y Deportiva Leonesa de Primera División RFEF. El 26 de abril de 2023, dimitió de su cargo tras conseguir 3 puntos de los últimos 15 disputados.

## Trayectoria como entrenador
| Club                         | País   | Año       |
| ---------------------------- | ------ | --------- |
| Athletic Club Fútbol base    | España | 2006-2012 |
| Rubin Kazan Sub-17           | Rusia  | 2012-2017 |
| Rubin Kazan (2º Entrenador)  | Rusia  | 2019      |
| FC Ufa (2º Entrenador)       | Rusia  | 2020-2021 |
| Club Deportivo Calahorra     | España | 2021-2022 |
| Cultural y Deportiva Leonesa | España | 2022-2023 |